# Dachaoshan-Talsperre
Die Dachaoshan-Talsperre gehört zu einer Kaskade von Talsperren am Mekong in der chinesischen Provinz Yunnan. Sie liegt 131 km flussabwärts der Manwan-Talsperre.